# Dolichoderus scrobiculatus
Dolichoderus scrobiculatus é uma espécie de formiga do gênero Dolichoderus.